# Eldorado
Eldorado (span. El Dorado „Der Goldene“) ist ein sagenhaftes Goldland im Innern des nördlichen Südamerika. Ursprünglich bezeichnete der Name „El Dorado“ einen Mann, später eine Stadt und dann ein ganzes Land. Andere (indigene) Namen für diesen mythologischen Ort sind z. B. Manóa oder Omagua.
Eldorado basiert auf einer kolumbianischen Legende, die sich unter den Konquistadoren des frühen 16. Jahrhunderts verbreitete und deren Abenteuerlust weckte, was dazu führte, dass über Jahrzehnte hinweg immer wieder (erfolglose) Expeditionen in Zentralsüdamerika unternommen wurden. Spanische Chronisten berichteten erstmals in der ersten Hälfte des 17. Jahrhunderts ausführlicher über das vermeintliche Goldland.

## Legende

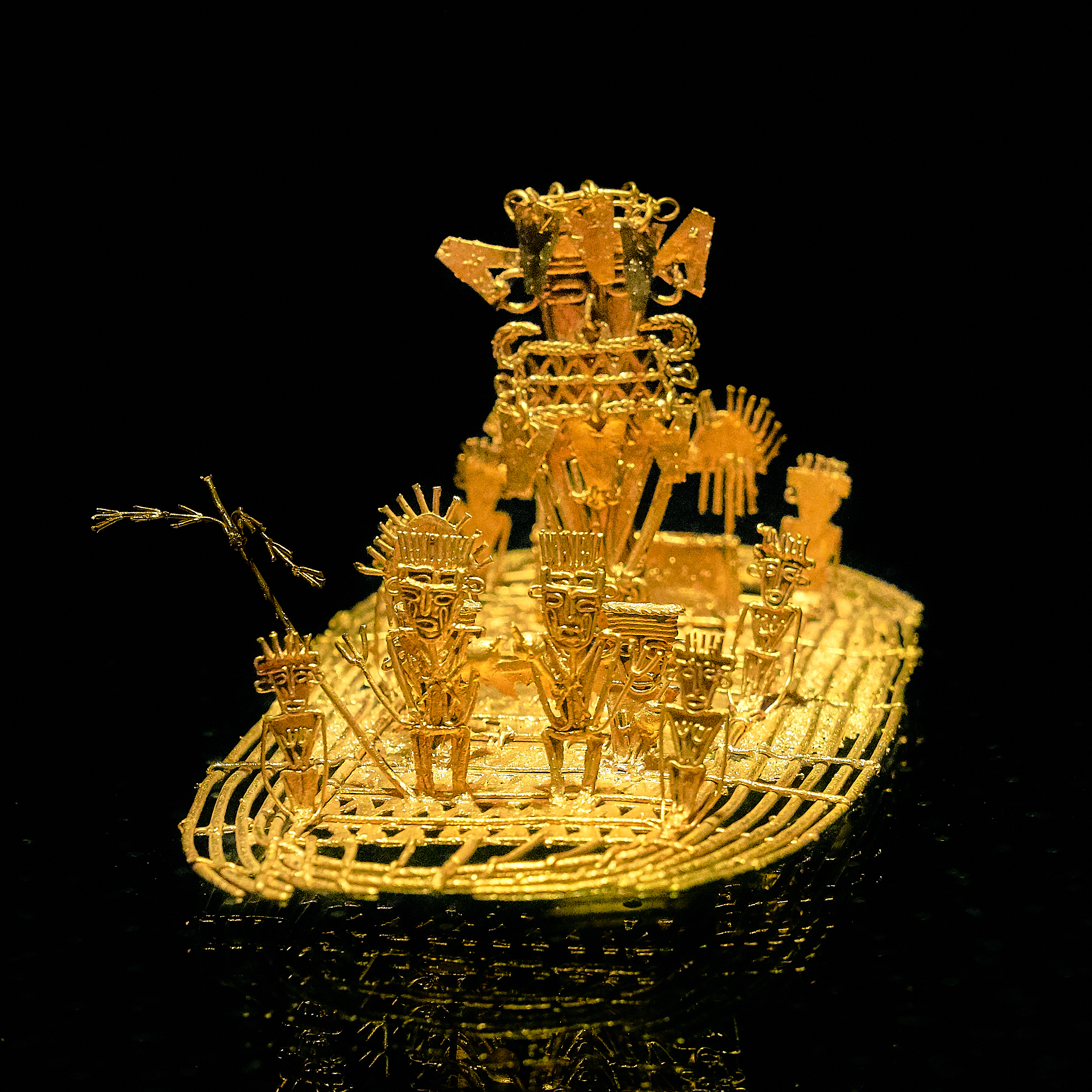
Goldfloß von Eldorado

Jeder neue Herrscher der Muisca (eines Chibcha-Volkes) brachte bei seinem Amtsantritt ein Opfer für den Sonnengott im Bergsee von Guatavita in der Nähe des heutigen Bogotá dar. Nachts wurden Freudenfeuer entzündet, und der nackte Körper des Fürsten wurde mit einer Paste aus Goldstaub überzogen. Zusammen mit vier Adligen fuhr der Fürst auf einem Floß zur Mitte des Sees. Das Floß war mit vielen verschiedenen Goldgegenständen und Edelsteinen beladen. Die Gefährten opferten diese Gegenstände, indem sie diese ins Wasser warfen. Danach sprang der König in den See, und der Goldstaub auf seinem Körper sank zusammen mit Smaragden und Gold auf den Grund. Eine andere Variante lässt den König am Rand des Sees nach der Zeremonie das Gold abwaschen. Diese Kulthandlungen wurden von den Muisca vermutlich vom 10. Jahrhundert an bis mindestens Ende des 15. Jahrhunderts, vielleicht bis ins frühe 16. Jahrhundert hinein ausgeübt (sie fanden somit nur wenige Jahrzehnte vor der Ankunft der Spanier ihr Ende).
Als eines der Beweisstücke für die Legende gilt das Goldfloß von Eldorado, das sich heute im Museo del Oro in Bogotá befindet.

## Entstehung des Mythos
Bei Ankunft der Spanier wurde der Muisca-Brauch bereits nicht mehr ausgeübt und er war den Neuankömmlingen aus Europa zunächst auch nicht bekannt, jedoch schürten Erzählungen von gefangen genommenen Muisca die Gier der Konquistadoren nach weiteren, vermeintlich gigantischen und noch unentdeckten Schätzen. Hintergrund war hierbei vor allem die Eroberung des Inka-Reiches ab 1531 durch Francisco Pizarro, wobei diesem ein enormer Goldschatz in die Hände fiel (das Lösegeld für den von den Spaniern gefangengesetzten – und später ermordeten – Inka-Herrscher Atahualpa), dieser beflügelte die Phantasie der Eroberer hinsichtlich weiterer möglicher Schätze.
Insbesondere die Schriften von Juan Rodriguez Freyle (siehe El Carnero), der sich auf Schilderungen seines Vaters Don Juan Freyle, der zugleich der Neffe des letzten Herrschers der Region um Guatavita war, stützte, sowie die Berichte des Dichters und Chronisten Juan de Castellanos (1522 bis 1606), der als Kavalleriesoldat ab etwa 1545 in Venezuela diente, trugen später dazu bei, dass sich die Legende von einem sagenhaften Goldland im nördlichen Südamerika entwickelte. So war die Suche nach jenem Goldland – wobei der Muisca-Brauch und mit diesem der Begriff Eldorado (wobei sich dieser in diesem Fall auf den betreffenden König und nicht auf einen Ort bezog) indessen erstmals von spanischen Chronisten im Jahr 1636 schriftlich festgehalten und ausführlicher beschrieben wurde – sogar eine der wesentlichen Triebfedern für die Erkundung und Eroberung Südamerikas durch die Spanier. 

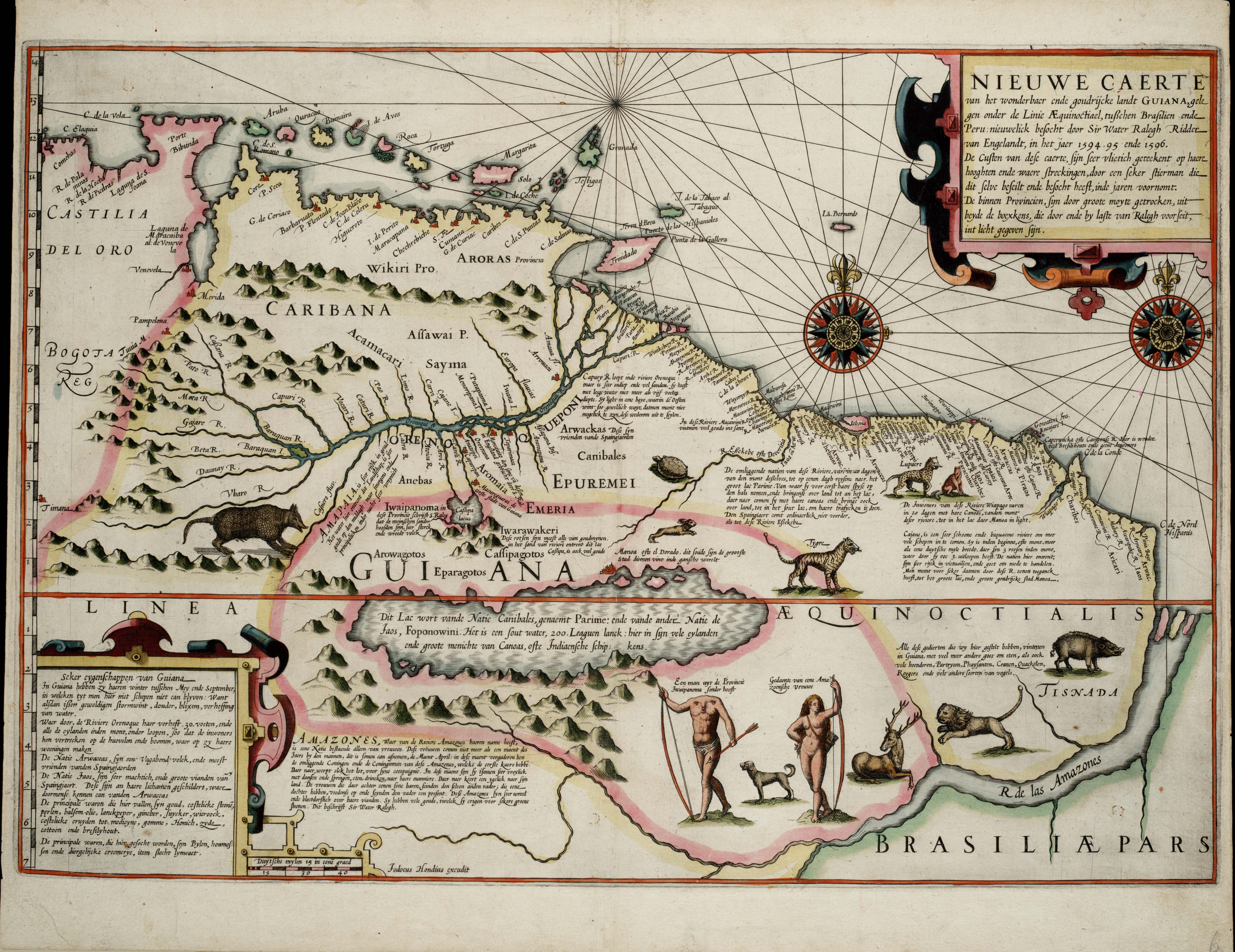
Der (vergleichsweise riesige) Parime-See auf der Karte Nieuwe caerte van het Wonderbaer ende Goudrjcke Landt Guiana von Jodocus Hondius aus dem Jahre 1598. Der Ort Manóa ist an der nordöstlichen Küstenlinie des Sees verzeichnet.

## Lokalisierungsversuche und Expeditionen
Die Spanier verlegten Eldorado mit der Zeit vom Bergsee Guatavita an verschiedene Orte. Mal war Eldorado ein riesiger Tempel, mal eine im Urwald versunkene Stadt, und im Jahr 1596 berichtete der englische Seefahrer und Abenteurer Sir Walter Raleigh von dem sagenhaft reichen Königreich „Eldorado“, das er irgendwo zwischen dem Amazonas und Peru vermutete (siehe Details unten). Er stützte sich hierbei auf Aufzeichnungen und Erzählungen des spanischen Konquistadors und späteren Gouverneurs von Trinidad Antonio de Berrio, der zwischen 1584 und 1589 drei Expeditionen entlang des Laufes des Orinoco und ins südwestliche Guayana unternommen hatte. Vor allem die Aufzeichnungen Raleighs trugen mit zur Verbreitung der Legende bei, wenngleich es auch schon davor zahlreiche Expeditionen gegeben hatte.
- Im 16. Jahrhundert wurde Eldorado in das spanische Guayana an den mythischen Parime-See „verlegt“. Selbiger See tauchte erstmals um 1587 auf Karten des flämischen Kartografen Jodocus Hondius auf und wurde im südwestlichen Guayana verortet. Vermutlich stützte sich die Legende des Parime-Sees auch auf Vermutungen Antonio de Berrios (siehe oben). In diesem Zusammenhang wurde auch erstmals der Name Manóa genutzt, wobei hiermit eine Stadt am Ufer dieses Sees bezeichnet wurde. Im Verlauf des 17. Jahrhunderts wurde der See in verschiedenen Formen (mal fast kreisrund, mal beinahe rechteckig) und an verschiedenen Stellen auf Karten verzeichnet – teils auch deutlich südlich des Äquators. Noch im 18. Jahrhundert fand sich dieser See auf Karten, beispielsweise auf jenen des französischen Forschers Charles Marie de La Condamine und auf jenen des deutschstämmigen Jesuitenmissionars Samuel Fritz.[6] Tatsache ist allerdings, dass dieser See – im Gegensatz zum Guatavita-See – nie existiert hat
- Im Rahmen der Verpfändung von Klein-Venedig (auf dem Gebiet des heutigen Venezuela) an die Welser (1528 bis 1546) durch Kaiser Karl V. suchten auch deutsche Abenteurer nach dem sagenumwobenen Goldland. Eine Expedition unter dem Statthalter Georg Hohermuth von Speyer und Philipp von Hutten in den Jahren von 1535 bis 1538, die bis in den Bereich zwischen Rio Japurá und dem Oberlauf des Río Meta vordrang, blieb erfolglos, wobei von 400 Teilnehmern an der Expedition rund 200 umkamen.[7] Auch eine zweite Suche von Huttens (1541 bis 1545) blieb erfolglos.
- 1536 bis 1539: Die spanischen Konquistadoren Sebastián de Belalcázar und Gonzalo Jiménez de Quesada stießen, unabhängig voneinander, in das Gebiet des Reiches der Chibcha und in das Gebiet im heutigen Zentralkolumbien vor. Sie verloren dabei fast zwei Drittel ihrer Mannschaften und den Großteil ihrer indianischen Träger durch Krankheiten und Hunger, aber Quesada brachte von der Expedition immerhin rund 1.800 Edelsteine (Smaragde) mit,[8] womit er seine wichtigsten Hauptleute ausreichend auszahlen konnte.
- Zwischen 1540 und 1542 unternahmen Gonzalo Pizarro und Francisco de Orellana eine erfolglose Suche in Zentralkolumbien und im Norden Brasiliens, unter anderem stießen sie (vom um 1540 neu gegründeten, im heutigen Ecuador liegenden Hafen Guayaquil aus) von Westen her kommend über die Anden vor und suchten entlang des Oberlaufes des Río Napo. Bei der Rückreise von ihrer Zimtland-Expedition erforschte Orellana mit einem im Dschungel gebauten Schiff Teile des Verlaufs des Amazonas (er erreichte über diesen den Atlantik). Pizarro kehrte mit einem Teil der Expedition um und nahm den Landweg zurück über die Anden. Von ursprünglich rund 350 Spaniern und etwa 4000 indigenen Trägern überlebten nur etwa 130 Spanier und 1000 Indios die Unternehmung,[9] wobei der Großteil verhungert war. Über diese Katastrophe kam es später zu heftigem Streit zwischen den beiden Konquistadoren, wobei Pizarro eine folgenlose Klage gegen Orellana anstrengte.
- 1540 bis 1542: Hernán Pérez de Quesada, der Bruder von Gonzalo Jiménez de Quesada, unternahm mit einer rund 270 Mann starken Expeditionstruppe eine Suche im heutigen südlichen Kolumbien, wo er unter anderem bis nach Putumayo und Caquetá vordrang, sowie im östlichen Bereich des heutigen Ecuadors. Die Expedition blieb erfolglos. Lateinische Ausgabe des Reiseberichtes von Sir Walter Raleigh aus dem Jahr 1599

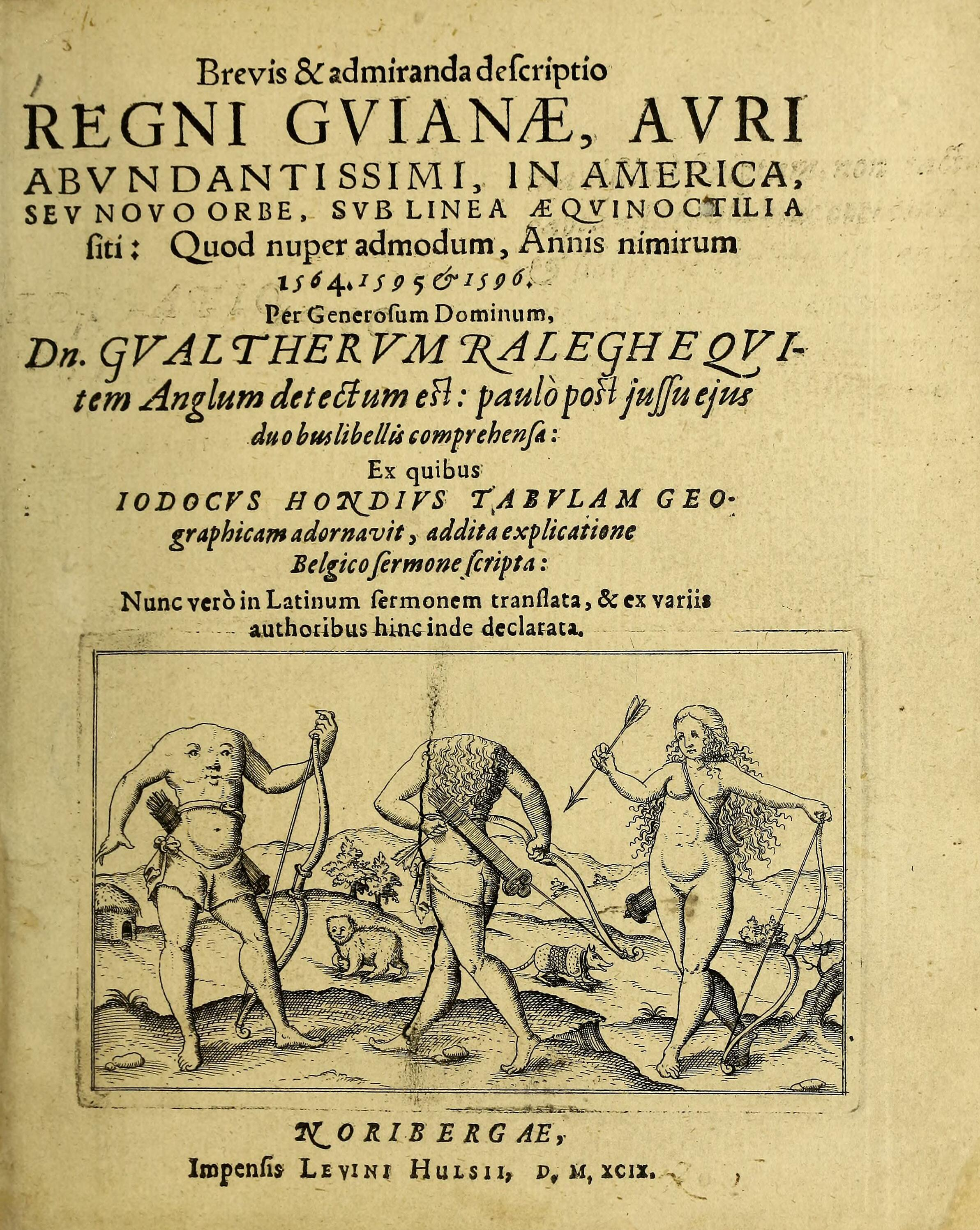
Lateinische Ausgabe des Reiseberichtes von Sir Walter Raleigh aus dem Jahr 1599

- 1545 bis 1546: Eine erneute Expedition von Francisco de Orellana, die von der Amazonas-Mündung aus mit Booten landeinwärts führen sollte, endete bereits nach knapp einem Jahr erfolglos und unter schweren Opfern, wobei von 300 Expeditionsteilnehmern etwa 260 durch Krankheiten, Hunger und in Kämpfen mit Eingeborenen sowie infolge einer internen Meuterei umkamen, unter den Toten befand sich auch Orellana.[9]
- 1559 brach Gonzalo Jiménez de Quesada von Bogotá zu einer zweiten Expedition in Richtung des Oberlaufes des Orinoco auf. Die Unternehmung endete 1562 in einem völligen Desaster: Nicht nur, dass die Expedition erfolglos blieb, so überlebten von etwa 1.300 Spaniern nur 64.[10] Der Rest war Fieberkrankheiten erlegen, verhungert oder in Kämpfen mit indigenen Völkern umgekommen.
- 1560 bis 1561: Eine Suche der beiden Konquistadoren Pedro de Ursúa und Lope de Aguirre im Bereich des Unterlaufs des Marañón und entlang des Amazonas endete ebenso ergebnislos, wobei von etwa 300 Teilnehmern an der Expedition rund 120 verstarben. Aguirre, der im Januar 1561 mit einigen anderen Anführern eine Verschwörung und die Ermordung Ursúas angestoßen hatte, wurde später – was allerdings unter Historikern nicht unumstritten ist – zum Sinnbild des grausamen und wahnsinnigen Eroberers stilisiert. (Siehe u. a. hierzu den Kinofilm Aguirre, der Zorn Gottes von 1972.)
- Im Jahre 1562 versuchte der Kaufmann Antonio de Sepúlveda den Guatavita-See mithilfe eines Abflussgrabens zu entwässern, um die auf dem Grund vermuteten Schätze bergen zu können.[11] Das Vorhaben, bei welchem mehrere tausend Eingeborene zur Arbeit gezwungen wurden (wobei hunderte an Krankheiten und infolge von Unfällen verstarben), scheiterte letztlich infolge von Hangrutschungen. Insgesamt konnte Sepúlveda aus dem See zwar goldene Gegenstände im Wert von 232 pieces of eight sowie zehn Gramm reinen Goldes bergen,[11] doch war diese Ausbeute so gering, dass selbst die Expeditions- und Grabungskosten damit nicht gedeckt werden konnten. Sepúlveda starb später verarmt.
- Zwischen 1584 und 1590 unternahm der spanische Konquistador und spätere Gouverneur von Trinidad Antonio de Berrio insgesamt drei Expeditionen – wobei die Stärke der ersten Unternehmung bei nur etwa 80 Personen lag – entlang des Orinoco; er erreichte dabei den Río Tomo und erforschte das Bergland von Guayana, Eldorado fand er indessen nicht.
- Im April 1595 eroberte Sir Walter Raleigh mit einem kleinen Geschwader in einem überraschenden Angriff die Stadt San José de Oruña. Dort fiel ihm der dortige spanische Gouverneur Antonio de Berrio in Hände. Im Gegenzug für dessen spätere Freilassung berichtete ihm de Berrio von seinen Expeditionen und der legendenbehafteten Goldstadt Manóa. Raleigh brach daraufhin, in (erzwungener) Begleitung de Berrios und mit etwa 100 englischen Soldaten, zu einer eigenen Expedition auf, die ihn bis zum Río Caroní und in das Bergland von Guayana führte – hierbei sah er auch, als einer der ersten Europäer, den Tepui Roraima. Infolge eines relativ guten Verhältnisses zu den indigenen Völkern,[12] ließen deren Anführer den Engländern (anscheinend) auch Informationen über Manóa zukommen.[13] Gleichwohl ist zu hinterfragen, ob denn diese Informationen einen wahren Kern hatten oder nur dem Ziel dienten, dass Raleigh seine Reise alsbald fortsetzen möge – hierbei muss berücksichtigt werden, dass Raleigh gegenüber den Häuptlingen vergleichsweise offen zugegeben hatte, dass er das Ziel verfolge, in die vermuteten Goldgebiete Guayanas vorzudringen,[14] was gegebenenfalls Misstrauen hätte auslösen können. Auch Raleigh fand Eldorado letztlich nicht, veröffentlichte allerdings später (1596), nach seiner Rückkehr nach England, einen umfangreichen, wenngleich auch teils überzeichneten und mit phantasievollen Ausschmückungen versehenen Bericht über seine Unternehmung (mit dem sperrigen Titel The Discouerie of the Large, Rich, and Bevvtiful Empyre of Guiana: With a Relation of the Great and Golden Citie of Manoa (which the Spanyards Call El Dorado) and the Prouinces of Emeria, Arromaia, Amapaia, and Other Countries, with Their Riuers, Adioyning: Performed in the Yeare 1595). Gegenüber Königin Elisabeth I. erklärte er zudem, dass er eine goldene Stadt mit zahlreichen Palästen sowie riesige Binnenseen gefunden habe.[15] Dies waren zweifelsohne frei erfundene Geschichten, mit deren Hilfe sich Raleigh die Finanzierung einer neuerlichen Expedition nach Südamerika sichern wollte.

## Das Verblassen des Mythos
Zu Beginn des 17. Jahrhunderts galt die Suche nach Eldorado bereits als äußerst riskantes Unterfangen und wurde der Weg als „mit Leichen bedeckt“ angesehen. Nicht nur waren alle bisherigen Expeditionen gescheitert, sondern sie waren auch mit hohen Verlusten verbunden gewesen; dies galt sowohl für die Zahl der Todesopfer als auch für die finanziellen Aufwendungen der Expeditionsverantwortlichen und von deren Finanziers. Da bereits eine größere Anzahl von Expeditionen in verschiedenen Regionen erfolglos geblieben war, sank auch insgesamt die Wahrscheinlichkeit, das legendenbehaftete Goldland noch zu finden. Hinzu kam, dass einerseits mit der Erschließung der Silberminen des Cerro Rico bei Potosí eine vergleichsweise sichere und zugleich enorme Einnahmequelle entstanden war (was es wiederum stark erschwerte, Finanziers für riskantere Unternehmungen zu gewinnen) und dass andererseits sich im 17. Jahrhundert auch keine charismatische Führerpersönlichkeit, die hinsichtlich persönlicher Risikobereitschaft mit Hernán Cortés oder Francisco Pizarro vergleichbar gewesen wäre, fand.

So gab es denn auch im 17. Jahrhundert nur wenige Versuche, Eldorado zu suchen. 1611 unternahm der englische Diplomat Sir Thomas Roe eine kurze Suche nach dem Parime-See. Er musste jedoch die Suche nach rund 300 Meilen, die er landeinwärts auf dem Amazonas vorgedrungen war, infolge von Nahrungsmittelmangel abbrechen und ohne Ergebnis umkehren. Im Jahr 1674 durchquerten zwei französischstämmige Jesuitenmissionare, Jean Grillet und François Bechamel, das Bergland von Guayana und drangen auf der Suche nach dem Parime-See bis in das Gebiet des Oberlaufes des Orinoco vor. Den See beziehungsweise Eldorado fanden sie indessen nicht. Ebenso durchquerte in den 1680er Jahren der erwähnte Jesuitenmissionar Samuel Fritz im Rahmen von Missionstätigkeiten das Gebiet der Omagua entlang des Marañón und am oberen Amazonas. 

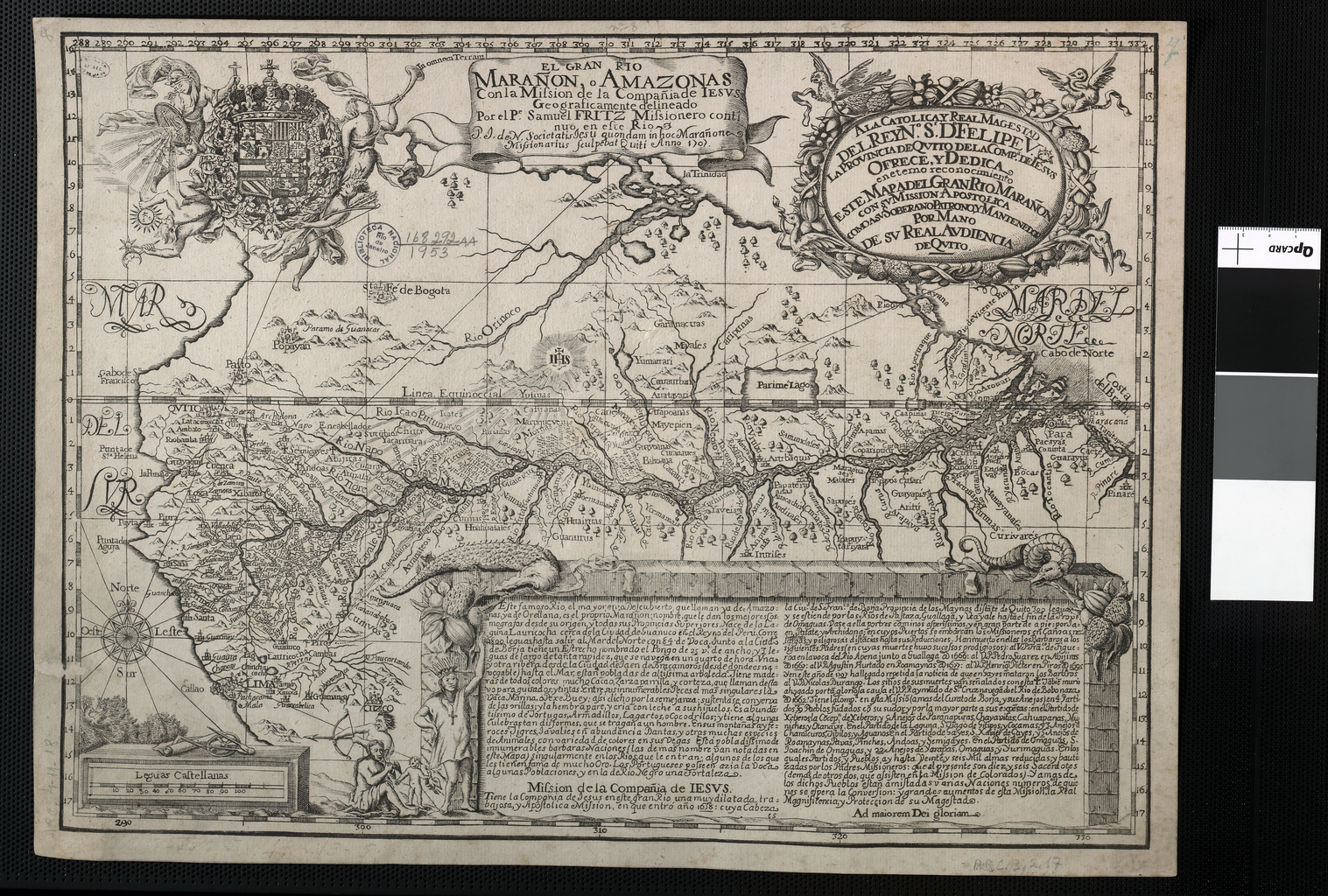
Karte von Samuel Fritz aus dem Jahr 1707. Der Parime-See ist als Rechteck in der Mitte der rechten Kartenhälfte verzeichnet.

Auch im Verlauf des 18. Jahrhunderts fanden nur wenige Suchbemühungen statt. Im Spätjahr 1739 brach der deutsche Arzt Nicolas Horstmann im Auftrag der Niederländischen Westindien-Kompanie beziehungsweise des niederländischen Gouverneurs Laurens Storm van 's Gravesande (Gouverneur von Essequibo und Demerara) zusammen mit sechs Begleitern zu einer Suche nach dem Parime-See auf. Er überschritt dabei den Rio Branco und erreichte die Rupununi-Savanne, galt jedoch danach für einige Jahre als verschollen. 1742 kehrten zwei Begleiter zurück und berichteten, dass Horstmann und einer seiner Begleiter mehrere Monate in einem Dorf am Pará gelebt hatten, dann aber, da sie die Grenze nach Portugiesisch-Brasilien überquert hatten, von den Portugiesen verhaftet worden seien. Der französische Forscher Charles Marie de La Condamine konnte Horstmann 1743 auffinden, wobei ersichtlich wurde, dass Horstmann sich frei bewegen durfte und mittlerweile für die Portugiesen arbeitete. Horstmann übergab La Condamine eine handgezeichnete Karte seiner Reiseroute durch das nördliche Brasilien und sein, allerdings nur fragmentarisch erhaltenes, Tagebuch. In diesem beschrieb er, wie er im Mai 1740 den Parime-See gefunden habe. Diese Darstellung ist jedoch umstritten, wahrscheinlich fand Horstmann den Amucu-See im Norden der Rupununi-Savanne.
Eine weitere Expedition, die beinahe zur gleichen Zeit stattfand (ab 1740) und die ebenfalls die Suche nach dem Parime-See zum Ziel hatte, war jene des spanischen Gouverneurs von Santo Tomé de Guayana de Angostura del Orinoco (die Stadt Ciudad Bolívar im Norden des Bundesstaats Bolívar in Venezuela), Don Manuel Centurion. Er drang dabei über den Río Caura und den Río Caroní vor, musste aber bereits nach einem Jahr das Vorhaben erfolglos einstellen, da Krankheiten und Angriffe indigener Völker zu schweren Verlusten geführt hatten.

## Rezeption in der Populärkultur

### Comics
- Carl Barks: The Gilded Man (dt.: Jagd nach der Roten Magenta), 1952, Inducks W OS 422 02. Disney-Comic. Donald und seine drei Neffen suchen in Südamerika nach einer seltenen Briefmarke und treffen dort in einer alten Ruinenstadt im Dschungel zufällig auf El Dorado.
- Don Rosa: The Last Lord Of Eldorado (dt.: Der letzte Herr von Eldorado), 1998, Inducks D 96066. Disney-Comic. Onkel Dagobert, Donald und seine Neffen begeben sich auf die Spuren der Konquistadoren und suchen die Schätze Eldorados.

### Filme
- Aguirre, der Zorn Gottes (Regie: Werner Herzog, 1972)
- Dorado – One Way (Regie: Reinhard Münster, 1984)
- El Dorado – Gier nach Gold (Regie: Carlos Saura, 1988)
- Der Weg nach El Dorado (Regie: Don Paul, Eric Bergeron, 2000)
- Indiana Jones und das Königreich des Kristallschädels (Regie: Steven Spielberg, 2008)
- El Dorado – Auf der Suche nach der goldenen Stadt (Miniserie, Regie: Randy Hendel, 2009)
- Outer Banks – Staffel 3 (Serie, Regie: Josh und Jonas Pate, 2022)[20]

### Computerspiele
- Uncharted: Drakes Schicksal (PlayStation 3)
- Uncharted: The Nathan Drake Collection (PlayStation 4)

### Brettspiele
- Wettlauf nach El Dorado[21] (nominiert zum Spiel des Jahres 2017[22])